# 背叶虫
背叶虫（学名：Notophyllum foliosum）为叶须虫科背叶虫属的动物。分布于日本海、阿拉斯加、千岛群岛、白令群岛、大西洋北美东海岸、大西洋东北部法罗群岛、欧洲大西洋沿岸、地中海、非洲西海岸，包括黄海等海域。